# Matemática e Imaginação
Matemática e Imaginação (no original em inglês, Mathematics and the Imagination, ISBN 0-486-41703-4) é um livro de divulgação da matemática, escrito pelos matemáticos Edward Kasner e James R. Newman em 1940.
Neste livro, Kasner menciona a história do seu sobrinho Milton Sirotta, que inventou a palavra googol para designar o número escrito como o dígito um seguido de cem zeros.
"A matemática é uma atividade regida pelas mesmas leis impostas às sinfonias de Beethoven, aos quadros de DaVinci e à poesia de Homero"